# Дзаккарія
Дзаккарі́я (італ. Zaccaria) — знатна аристократична генуезька родина, яка відігравали значну роль у східному Середземномор'ї з кінця XIII до початку XV століть. Разом з родинами Гаттілузіо та Джустініані вона була однією з трьох могутніх генуезьких родин в Егейському морі в цей період. Дзаккарія відрізнялися широкими поглядами і ефективним способом утримання політичної влади за допомогою родинних зв'язків.

## Історія
Родина Дзаккарія набула особливого впливу в XIII сстолітті, коли після укладення Німфейського договору 1261 року Михайло VIII Палеолог надав генуезцям комерційны преференції в Нікейській імперії у винагороду за допомогу, обіцяну генуезцями у відновленні Візантійської імперії, і, в більш загальному плані, за допомогу Візантії у протистоянні з потужним венеційським флотом.
У 1264 році Бенедетто Дзаккарія був посланий генуезьким послом до візантійського двору Михаїла VIII Палеолога. Хоча його місія була невдалою, його знайомство з імператором прислужилося йому в майбутньому. Після одинадцяти років переговорів, які завершилися поновленням угоди між Візантійською імперією та Генуєю, Бенедетто знову з'явився в Константинополі зі своїм братом Мануеле в 1275 році. Бенедетто одружився з однією із сестер імператора, а Мануеле отримав контроль над цінними копальнями галунів у Фокеї на узбережжі Малої Азії. Це був надзвичайно прибутковий бізнес, особливо після того, як Мануеле посів майже монопольне становище, переконавши Михаїла VIII заборонити імпорт галуну з Чорного моря, хоча ця торгівля також була в руках генуезьких купців.
Бенедетто діяв як посол візантійського імператора до Педро III Арагонського в 1280—1282 роках і брав участь у переговорах, які призвели до візантійсько-арагонського альянсу та початку війни Сицилійської вечірні, яка поклала край загрозі вторгнення Карла I Анжуйського у Візантію .
Після смерті Мануеле Дзаккарія володіння у Фокеї перейшли до його сина Тедісіо, а потім Бенедетто I Дзаккарія. Фокея була важливим торговельним портом, її внутрішні території були багаті на галун, мінерал, який у той час використовувався для дублення шкір і тканин.
У Генуї вони встановили тісні стосунки з найважливішими родинами аристократії через шлюби:
- Орієтта Дзаккарія одружена з Рейнальдо Спінолу
- Велоккія Дзаккарія одружена з Ніколозо Доріа
- Палеолого Дзаккарія одружений з Джакоміною Спінолою
- Аргентина Дзаккарія одружена з Паоліно Доріа
- Еліана Дзаккарія одружена з Андреоло Каттанео делла Вольта

Дзаккарія контролювали всю торгівлю галуном: від видобутку до транспортування до його переробки та продажу переважно у Фландрії.
В подальшому копальні Дзаккарія у Фокеї були ненадовго захоплені і зруйновані венеційцями, проте Дзаккарія вдалось знову завоювали Фокею, а також сусідній острів Хіос. Їм також вдалось заволоділи островом Самос. Після смерті Бенедетто Дзаккарія в 1307 році, титул володаря Фокеї та Хіоса перейшов до його сина Бенедетто II, відомого як Палеолого.
Його наступником у титулі стали два його сини, Мартіно Дзаккарія та Бенедетто III, володарство, яке було знову підтверджено пануванням у Само, Тенедо, Марморі, Мітилені та інвеститурою Мартіно як короля та деспота для себе та всіх його нащадків. Після різних подій він одружився в 1320 році з Жаклін де ла Рош, останньою спадкоємицею герцогів Афінських, отримавши як посаг баронство Велігості в Мессенії та Дамала в Арголіді, він помер в Ізмірі в 1345 році. Його син Чентуріоне I Дзаккарія успадкував титул барона Дамали. Чентуріоне був одружений з донькою Андроніка Асеня, сина Івана Асеня III з Болгарії та Ірини Палеолог, доньки Михайла VIII Палеолога. Чентуріоне зайняв посаду баліо Мореї, яку він обіймав до своєї смерті в 1382 році.